# Postkorb-Fallstudie
Die Postkorb-Fallstudie ist ein bei Assessment-Centern verwendetes Testverfahren, die Arbeitsfähigkeit und Effektivität eines Bewerbers unter zeitlichem Stress zu untersuchen. In der ursprünglichen Paper-Pencil-Methode erhält der Bewerber einen gefüllten Postkorb, der „typische“ fiktive Schriftstücke aus dem Akteneingang des betreffenden Unternehmens enthält. Dies können Schreiben, Bestellungen, Aktennotizen von Mitarbeitern und Kollegen, Einladungen zu Veranstaltungen und Ähnliches sein. Häufig wird auch ein Organigramm des Unternehmens, ein Kalender oder dergleichen beigefügt. Die einzelnen Vorgänge sind dann vom Kandidaten innerhalb einer vorgegebenen Zeit abzuarbeiten, in der für jeden davon eine Entscheidung zu treffen ist, wie etwa „sofort erledigen“, „zurückstellen“, „vorläufige Maßnahmen treffen“, „weitere Informationen einholen“, „an Mitarbeiter delegieren“, „ignorieren“ usw. Maßgeblich sind hierbei u. a. die Wichtigkeit und Dringlichkeit der Sache (vgl. Eisenhower-Methode), die Verfügbarkeit von Personal- und Sachressourcen, die Kollisionen mit anderen im Postkorb enthaltenen Aufgaben und Ähnliches. Am Ende sind die Entscheidungen den Bewertern zu präsentieren oder der Bewerber wird entsprechend nach den vorher in einer Anforderungsanalyse festgelegten Kriterien bewertet.
Wesentliche Eigenschaften, die bei der Postkorb-Fallstudie geprüft werden, sind das Organisationsgeschick, das Analysevermögen, das Arbeiten unter Zeitdruck, die Fähigkeit, Prioritäten zu setzen, die Handlungsorientierung (Arbeitsorganisation) und das unternehmerische Denken. Wichtige Arbeitseigenschaften wie Sachkenntnis, Kreativität, soziale und kognitive Kompetenz werden durch den Test nicht erfasst. Er wird meist zur Besetzung von Stellen im unteren Management oder für Sachbearbeiter verwendet.

## EDV-Postkörbe
Für Postkorbverfahren wurden in den letzten Jahren einige computerunterstützte Programme entwickelt und diese finden zunehmend auch Anwendung in der Individualdiagnostik. Bei diesen computerbasierten Varianten wird eine hohe Standardisierung der Durchführung und Auswertung erzielt. Der so genannte elektronische Postkorb kann durch leistungsfähige Technik mittlerweile einen so hohen Realitätsgrad aufweisen, dass in der Literatur immer häufiger von einer PC-gestützten Arbeitsprobe denn von einem normalen Test gesprochen wird.

### Vorteile
- sekundenschnelle Auswertung der Ergebnisse direkt im Anschluss an die Durchführung (besonders aus testtheoretischer Perspektive wichtig; Verzerrungen der Testergebnisse durch Beurteilungsfehler verhindert; maximale Auswertungsobjektivität, höhere Reliabilität und Objektivität)
- Dynamik realisierbar (E-Mails können zeitgesteuert im Laufe der Bearbeitungszeit eintreffen oder eine Sounddatei kann beispielsweise einen Anruf simulieren)
- komplexe Grafiken, sortierbare Tabellen, Diagramme, aber auch Video- oder Audionachrichten können als weiterer Input dienen
- Validität und auch die Akzeptanz der Übung werden deutlich gesteigert. Hartung und Schneider (1995) fanden in groß angelegten Fragebogenstudien heraus, dass der Schwierigkeitsgrad der Inhalte von EDV-Aufgaben gegenüber den Paper-Pencil-Varianten mit 72 % zwar als überdurchschnittlich anspruchsvoll befunden wurde, die Übungen aber auch für Computerlaien einfach und sicher zu bedienen waren (91 %).
- gesteigerte Ökonomie (zeitliche Ersparnis, objektive Auswertung)
- Anpassungen eines bereits bestehenden Postkorbs an ein neues Unternehmen oder neue Anforderungen sind auf digitalem Weg schneller durchführbar
- Realitätsnähe: EDV-Darbietung entspricht sehr der heutigen Arbeitsumgebung, was eine gesteigerte Augenscheinvalidität und Akzeptanz nach sich zieht
- Prozessvariablen können erfasst werden (z. B. die Herangehensweise der Testperson im Zeitverlauf gesehen)
- automatische Ergebnisberichte können im Anschluss sofort erstellt werden und z. B. im Corporate Design gehalten werden
- kein Papieraufwand, bessere Archivierungsmöglichkeiten
- Daten können schnell in größerem Zusammenhang berechnet werden

### Nachteile
- originelle Lösungsstrategien finden nur schwer Berücksichtigung, sofern nicht im Anschluss ein Interview stattfindet, da Antworten größtenteils vorgegeben sind und vom Teilnehmer nur noch ausgewählt werden müssen bzw. Freitext eingegeben werden kann, der aber schwer auszuwerten ist
- Anschaffung von Laptops oder PCs nötig (je nachdem, wie viele Teilnehmer parallel getestet werden sollen)
- es existieren kaum Validierungsstudien über Postkörbe (eine Ausnahme ist  Srbeny, 2008[1]), was ihre prognostische Güte eher fragwürdig erscheinen lässt